# Sommer-Paralympics 2016/Teilnehmer (Jamaika)
| stlisierte Goldmedaille | stlisierte Silbermedaille | stlisierte Bronzemedaille |
| ----------------------- | ------------------------- | ------------------------- |
| —                       | —                         | —                         |

Jamaica entsandte eine Athletin und zwei Athleten zu den Paralympischen Sommerspielen 2016 in Rio de Janeiro,  die in einer Sportart antraten. Fahnenträger für Jamaika bei der Eröffnungsfeier war der Leichtathlet Shane Hudson.

## Teilnehmer nach Sportart

### Leichtathletik
Laufen
| Athleten     | Wettbewerb | Vorlauf | Vorlauf | Halbfinale | Halbfinale | Finale  | Finale | Rang |
| Athleten     | Wettbewerb | Zeit    | Rang    | Zeit       | Rang       | Zeit    | Rang   | Rang |
| ------------ | ---------- | ------- | ------- | ---------- | ---------- | ------- | ------ | ---- |
| Männer       |            |         |         |            |            |         |        |      |
| Shane Hudson | 400 m T47  | 49,53 s | 1       | —          | —          | 49,07 s | 4      | 4    |

Springen und Werfen
| Athleten            | Wettbewerb       | Finale  | Finale | Rang |
| Athleten            | Wettbewerb       | Weite   | Rang   | Rang |
| ------------------- | ---------------- | ------- | ------ | ---- |
| Männer              |                  |         |        |      |
| Alphanso Cunningham | Kugelstoßen F53  | 5,84 m  | 10     | 10   |
| Alphanso Cunningham | Speerwerfen F54  | 19,49 m | 5      | 5    |
| Frauen              |                  |         |        |      |
| Dana-Gaye Weller    | Keulenwerfen F51 | 12,21 m | 6      | 6    |